# Ufotable
Ufotable, Inc. (ユーフォーテーブル有限会社 Yūfōtēburu yūgen-gaisha) là một hãng phim hoạt hình Nhật Bản được thành lập vào tháng 10 năm 2000 bởi Kondo Hikaru, một cựu nhân viên từ Telecom Animation Film (chi nhánh của TMS Entertainment). Công ty có trụ sở đặt tại Nakano, Tokyo. Một số tác phẩm nổi tiếng của ufotable bao gồm Fate/Zero, Fate/stay night: Unlimited Blade Works và Kimetsu no Yaiba. Ngoài sản xuất anime, công ty còn sản xuất những phân cảnh hoạt hình đất sét (claymation) thường thấy trong đoạn kết của 2x2=Shinobuden, Futakoi Alternative, Coyote Ragtime Show, Gakuen Utopia Manabi Straight!, Tales of Symphonia: The Animation.

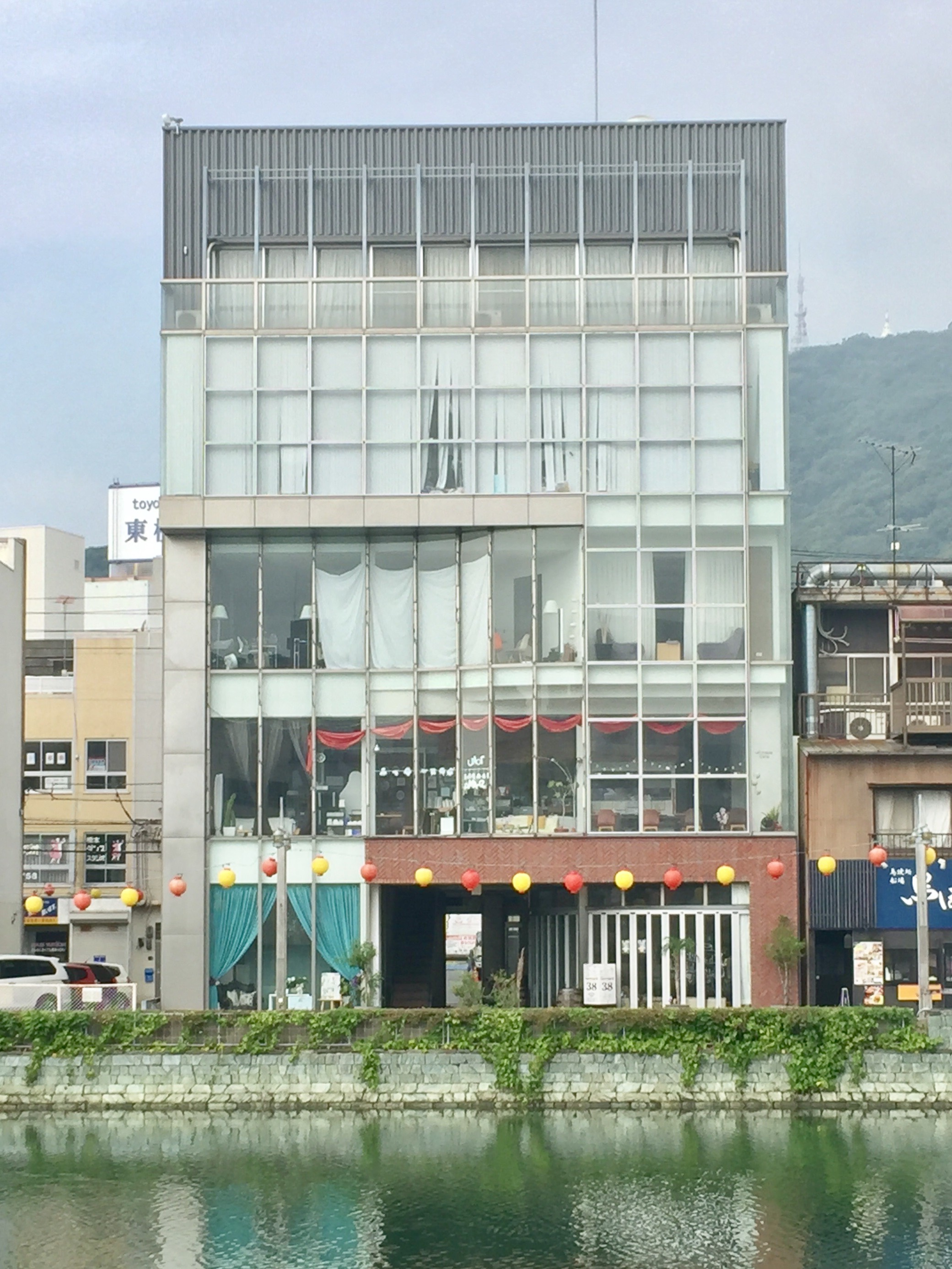
Tòa nhà Kokusai Higashisemba 113, nơi toạ lạc xưởng phim Tokushima của Ufotable (tầng 4)

Năm 2009, Kondo mở một xưởng phim Ufotable tại thành phố Tokushima, tỉnh Tokushima.
Năm 2019, Ufotable bị cáo buộc vì nghi vấn trốn thuế. Năm 2021, chủ tịch Kondo Hikaru thừa nhận trong một phiên tòa đã trốn 138 triệu yên tiền thuế. Công tố viên cho biết Kondo và công ty đã che giấu khoản thu nhập 441 triệu yên, kiếm từ doanh thu quán cà phê và hàng hóa của công ty trong năm 2015 đến 2018. Số tiền này được Kondo dự định sẽ sử dụng trong tương lai nếu công ty gặp khó khăn. Cùng năm đó, Kondo bị kết án 20 tháng tù, nhưng được hưởng án treo lên đến ba năm.

## Sản xuất

### Phim truyền hình
| Tựa phim                                          | Đạo diễn                      | Ngày phát sóng    | Ngày phát sóng    | Số tập | Ghi chú                                                                                                |
| Tựa phim                                          | Đạo diễn                      | Bắt đầu           | Kết thúc          | Số tập | Ghi chú                                                                                                |
| ------------------------------------------------- | ----------------------------- | ----------------- | ----------------- | ------ | --- |
| Weiß Kreuz Glühen                                 | Matsui Hitoyuki               | 28 tháng 11, 2002 | 20 tháng 2, 2003  | 13     | Phần tiếp theo của Weiß Kreuz, sản xuất bởi Magic Bus.                                                 |
| Dokkoida?!                                        | Matsui Hitoyuki Nonaka Takuya | 5 tháng 7, 2003   | 20 tháng 9, 2003  | 12     | Chuyển thể từ light novel của Achi Taro.                                                               |
| 2x2=Shinobuden                                    | Matsui Hitoyuki               | 8 tháng 7, 2004   | 23 tháng 9, 2004  | 12     | Chuyển thể từ bộ manga của Koga Ryoichi.                                                               |
| Futakoi Alternative                               | Hirao Takayuki                | 7 tháng 4, 2005   | 30 tháng 6, 2005  | 13     | Anime nguyên tác Đồng sản xuất với feel. và Studio Flag.                                               |
| Coyote Ragtime Show                               | Nonaka Takuya                 | 3 tháng 7, 2006   | 20 tháng 9, 2006  | 12     | Tác phẩm nguyên tác                                                                                    |
| Gakuen Utopia Manabi Straight!                    | Team Manabibeya               | 8 tháng 1, 2007   | 26 tháng 3, 2007  | 12     | Anime nguyên tác                                                                                       |
| Fate/Zero                                         | Aoki Ei                       | 1 tháng 10, 2011  | 25 tháng 11, 2011 | 13     | Chuyển thể từ light novel của Urobuchi Gen. Tiền truyện của Fate/stay night.                           |
| Fate/Zero 2nd Season                              | Aoki Ei                       | 8 tháng 4, 2012   | 24 tháng 6, 2012  | 12     | Mùa thứ hai của Fate/Zero.                                                                             |
| Kara no Kyōkai                                    | Nhiều đạo diễn                | 6 tháng 7, 2013   | 28 tháng 9, 2013  | 13     | Phim truyền hình chuyển thể từ bốn phần đầu, phần thứ bảy của loạt phim anime điện ảnh Kara no Kyōkai. |
| Fate/stay night: Unlimited Blade Works            | Miura Takahiro                | 4 tháng 10, 2014  | 28 tháng 12, 2014 | 12     | Dựa trên visual novel Fate/stay night của Type-Moon.                                                   |
| Fate/stay night: Unlimited Blade Works 2nd Season | Miura Takahiro                | 5 tháng 4, 2015   | 28 tháng 6, 2015  | 13     | Mùa thứ hai của Fate/stay night: Unlimited Blade Works.                                                |
| God Eater                                         | Hirao Takayuki                | 12 tháng 7, 2015  | 26 tháng 3, 2016  | 13     | Dựa theo trò chơi điện tử cùng tên của Bandai Namco.                                                   |
| Tales of Zestiria the Cross                       | Sotozaki Haruo                | 10 tháng 7, 2016  | 25 tháng 9, 2016  | 12     | Dựa theo trò chơi điện tử Tales of Zestiria của Bandai Namco.                                          |
| Tales of Zestiria the Cross (mùa 2)               | Sotozaki Haruo                | 8 tháng 1, 2017   | 29 tháng 4, 2017  | 13     | Dựa theo trò chơi điện tử Tales of Zestiria của Bandai Namco.                                          |
| Katsugeki/Touken Ranbu                            | Toshiyuki Shirai              | 1 tháng 7, 2017   | 23 tháng 7, 2017  | 13     | Dựa theo trò chơi browser của Nitroplus.                                                               |
| Kimetsu no Yaiba                                  | Sotozaki Haruo                | 6 tháng 4, 2019   | 28 tháng 9, 2019  | 26     | Chuyển thể từ loạt manga của Gotōge Koyoharu.                                                          |
| Kimetsu no Yaiba: Yūkaku-hen                      | Sotozaki Haruo                | 5 tháng 12, 2021  | 13 tháng 2, 2022  | 11     | Phần tiếp theo của phim điện ảnh Thanh gươm diệt quỷ: Chuyến tàu vô tận.                               |
| Kimetsu no Yaiba: Katanakaji no Sato-hen          | Sotozaki Haruo                | 9 tháng 4, 2023   | 18 tháng 6, 2023  | 11     | Phần tiếp theo của Kimetsu no Yaiba: Yūkaku-hen.                                                       |
| Kimetsu no Yaiba: Hashira Geiko-hen               | Sotozaki Haruo                | tháng 4, 2024     |                   |        | Phần tiếp theo của Kimetsu no Yaiba: Katanakaji no Sato-hen.                                           |
| Girls' Work                                       | CTB                           | CTB               | CTB               | CTB    | Anime nguyên tác, đồng sản xuất cùng Type-Moon.                                                        |
| Genshin Impact                                    | -                             | -                 | -                 | -      | Chuyển thể từ game Genshin Impact của miHoYo.                                                          |

### OVA/ONA/Tập đặc biệt
| Tựa phim                                                      | Đạo diễn                    | Ngày phát hành                      | Số tập | Chú thích                                                            |
| ------------------------------------------------------------- | --------------------------- | ----------------------------------- | ------ | -------------------------------------------------------------------- |
| Aoi Umi no Tristia                                            | Matsui Hitoyuki             | 23 tháng 4, 2004                    | 2      | Dựa trên trò chơi điện tử của Kogado Studio.                         |
| Tales of Symphonia The Animation: Sylvarant-hen               | Sotozaki Haruo              | 8 tháng 6, 2007–21 tháng 12, 2007   | 4      | Dựa trên trò chơi Tales of Symphonia của Bandai Namco.               |
| Gakuen Utopia Manabi Straight!                                |                             | 10 tháng 10, 2007                   | 1      | Tập phim đặc biệt của Gakuen Utopia Manabi Straight!.                |
| God Eater Prologue                                            | Hirao Takayuki              | 28 tháng 9, 2009                    | 1      | Tiền truyện của God Eater.                                           |
| Toriko                                                        | Obunai Mitsuru              | 12 tháng 10, 2009                   | 1      | Dựa theo manga của Mitsutoshi Shimabukuro.                           |
| Yawarakame                                                    |                             | 1 tháng 10, 2009–25 tháng 5, 2010   | 26     | Tác phẩm nguyên tác                                                  |
| Tales of Symphonia: The Animation Tethe'alla-hen              | Sotozaki Haruo              | 25 tháng 3, 2010–25 tháng 2, 2011   | 4      | Phần tiếp theo của Tales of Symphonia The Animation: Sylvarant-hen.  |
| Yuri Seijin Naoko-san                                         | Tetsuya Takeuchi            | 18 tháng 12, 2010–15 tháng 2, 2012  | 2      | Chuyển thể từ manga của Kashmir.                                     |
| Kara no Kyōkai: Shūshō                                        | Hikaru Kondo                | 2 tháng 2, 2011                     | 1      | Phần kết của loạt phim anime điện ảnh Kara no Kyōkai.                |
| Tales of Symphonia: The Animation Sekai Tougou-hen            | Sotozaki Haruo              | 23 tháng 11, 2011–23 tháng 10, 2012 | 3      | Phần tiếp theo của Tales of Symphonia: The Animation Tethe'alla-hen. |
| Minori Scramble!                                              | Nonaka Takuya               | 15 tháng 2 năm 2012                 | 1      | Chuyển thể từ manga của Chihaya Mikage.                              |
| Gyo                                                           | Hirao Takayuki              | 15 tháng 2, 2012                    | 1      | Dựa trên manga của Itō Junji.                                        |
| Tales of Zestiria: Doushi no Yoake                            | Sotozaki Haruo              | 30 tháng 12, 2014                   | 1      | Tập đặc biệt của anime Tales of Zestiria.                            |
| Fate/stay night: Unlimited Blade Works - sunny day            | Miura Takahiro              | 7 tháng 10, 2015                    | 1      | Kết thúc khác của Fate/stay night: Unlimited Blade Works.            |
| Fate/Grand Order x Himuro no Tenchi: 7-nin no Saikyō Ijin-hen | Miura Takahiro              | 31 tháng 12, 2017                   | 1      | Dựa trên manga của Mashin Eiichirō.                                  |
| Emiya-sanchi no Kyō no Gohan                                  | Miura Takahiro Sato Tetsuto | 25 tháng 1, 2018–1 tháng 1, 2019    | 13     | Chuyển thể từ manga của TAa.                                         |

### Phim điện ảnh
| Tựa phim                                          | Đạo diễn          | Ngày công chiếu   | Chú thích                                                                                           |
| ------------------------------------------------- | ----------------- | ----------------- | --------------------------------------------------------------------------------------------------- |
| Kara no Kyōkai: Fukan Fūke                        | Aoki Ei           | 1 tháng 12, 2007  | Chuyển thể từ light novel của Nasu Kinoko, phim đầu tiên trong loạt phim anime Kara no Kyōkai.      |
| Kara no Kyōkai: Satsujin Kōsatsu (Zen)            | Nonaka Takuya     | 29 tháng 12, 2007 | Phim thứ 2 trong loạt phim anime Kara no Kyōkai.                                                    |
| Kara no Kyōkai: Tsūkaku Zanryū                    | Obunai Mitsuru    | 9 tháng 2, 2008   | Phim thứ 3 trong loạt phim anime Kara no Kyōkai.                                                    |
| Kara no Kyōkai: Garan no Dō                       | Takiguchi Teiichi | 24 tháng 5, 2008  | Phim thứ 4 trong loạt phim anime Kara no Kyōkai.                                                    |
| Kara no Kyōkai: Mujun Rasen                       | Hirao Takayuki    | 16 tháng 8, 2008  | Phim thứ 5 trong loạt phim anime Kara no Kyōkai.                                                    |
| Kara no Kyōkai: Bōkyaku Rokuon                    | Miura Takahiro    | 20 tháng 12, 2008 | Phim thứ 6 trong loạt phim anime Kara no Kyōkai.                                                    |
| Kara no Kyōkai: Satsujin Kōsatsu (Go)             | Takizawa Shinsuke | 8 tháng 8, 2009   | Phim thứ 7 trong loạt phim anime Kara no Kyōkai.                                                    |
| Sakura no Ondo                                    | Hirao Takayuki    | 29 tháng 10, 2011 | Tác phẩm guyên tác                                                                                  |
| Kara no Kyōkai: Mirai Fukuin                      | Sudō Tomonori     | 28 tháng 9, 2013  | Phim thứ 8 và là tập cuối cùng trong loạt phim anime Kara no Kyōkai.                                |
| Majocco Shimai no Yoyo to Nene                    | Hirao Takayuki    | 28 tháng 12, 2013 | Dựa trên manga Noroiya Shimai của Hirarin.                                                          |
| Fate/stay night: Heaven's Feel I. presage flower  | Sudō Tomonori     | 14 tháng 10, 2017 | Dựa trên visual novel của Type-Moon, phim đầu tiên trong bộ ba phim Fate/stay night: Heaven's Feel. |
| Fate/stay night: Heaven's Feel II. lost butterfly | Sudō Tomonori     | 12 tháng 1, 2019  | Phim thứ hai trong bộ ba phim Fate/stay night: Heaven's Feel                                        |
| Kimetsu no Yaiba: Kyōdai no Kizuna                | Sotozaki Haruo    | 29 tháng 3, 2019  | Phim tổng hợp từ 5 tập đầu tiên của anime Kimetsu no Yaiba.                                         |
| Fate/stay night: Heaven's Feel III. spring song   | Sudō Tomonori     | 15 tháng 8, 2020  | Phim thứ ba trong bộ ba phim anime Fate/stay night: Heaven's Feel.                                  |
| Thanh gươm diệt quỷ: Chuyến tàu vô tận            | Sotozaki Haruo    | 16 tháng 10, 2020 | Phần tiếp theo của Kimetsu no Yaiba.                                                                |
| Thanh gươm diệt quỷ: Đường đến làng rèn gươm      | Sotozaki Haruo    | 3 tháng 2, 2023   | Phần tiếp theo của Kimetsu no Yaiba: Yūkaku-hen.                                                    |
| Phim Katsugeki/Touken Ranbu mới                   | CTB               | CTB               | Có liên quan tới Katsugeki/Touken Ranbu.                                                            |
| Mahōtsukai no Yoru                                | CTB               | CTB               | Dựa trên visual novel cùng tên của Type-Moon                                                        |

### Trò chơi điện tử
| Tựa đề                                 | Nhà phát triển | Ngày phát hành    | Chú thích                   |
| -------------------------------------- | -------------- | ----------------- | --------------------------- |
| Symphonic Rain                         | Kogado Studio  | 26 tháng 3, 2004  | Cảnh nền                    |
| God Eater Burst                        | Bandai Namco   | 4 tháng 2, 2010   | Hoạt ảnh mở đầu, phân cảnh  |
| Black Rock Shooter: The Game           | Imageepoch     | 25 tháng 8, 2011  | Hoạt ảnh mở đầu             |
| Tales of Xillia                        | Bandai Namco   | 8 tháng 9, 2011   | Hoạt ảnh mở đầu, phân cảnh  |
| Tales of Xillia 2                      | Bandai Namco   | 1 tháng 11, 2012  | Hoạt ảnh mở đầu, phân cảnh  |
| Fate/stay night [Réalta Nua]           | Kadokawa Games | 29 tháng 12, 2012 | Hoạt ảnh mở đầu, phân cảnh  |
| Summon Night 5                         | Bandai Namco   | 16 tháng 5, 2013  | Hoạt ảnh mở đầu, phân cảnh  |
| God Eater 2                            | Bandai Namco   | 14 tháng 11, 2013 | Hoạt ảnh mở đầu, phân cảnh  |
| Natural Doctrine                       | Kadokawa Games | 3 tháng 4, 2014   | Thiết kế nhân vật.          |
| Fate/hollow ataraxia                   | Type-Moon      | 27 tháng 11, 2014 | Hoạt ảnh mở đầu             |
| Tales of Zestiria                      | Bandai Namco   | 22 tháng 1, 2015  | Hoạt ảnh mở đầu, phân cảnh  |
| God Eater 2: Rage Burst                | Bandai Namco   | 19 tháng 2, 2015  | Hoạt ảnh mở đầu, phân cảnh  |
| Tales of Berseria                      | Bandai Namco   | 18 tháng 8, 2016  | Hoạt ảnh mở đầu<, phân cảnh |
| God Eater Online                       | Bandai Namco   | 15 tháng 2, 2017  | Hoạt ảnh mở đầu             |
| God Eater Resonant Ops                 | Bandai Namco   | 4 tháng 4, 2018   | Hoạt ảnh mở đầu             |
| God Eater 3                            | Bandai Namco   | 13 tháng 12, 2018 | Hoạt ảnh mở đầu, phân cảnh  |
| Code Vein                              | Bandai Namco   | 27 tháng 9, 2019  | Hoạt ảnh mở đầu             |
| Tsukihime -A piece of blue glass moon- | Type-Moon      | 26 tháng 8, 2021  | Hoạt ảnh mở đầu             |
| Tales of Arise                         | Bandai Namco   | 10 tháng 9, 2021  | Hoạt ảnh mở đầu, phân cảnh  |
| Kimetsu no Yaiba: Hinokami Keppūtan    | Aniplex        | 14 tháng 10, 2021 | Minh họa ảnh bìa game.      |